# Albert Jamot
Pour les articles homonymes, voir Jamot.
Albert Jamot est un architecte belge né à Mons en 1808 et décédé en 1874.
Il œuvre en tant qu'architecte provincial pour la province de Luxembourg, tout particulièrement à Arlon où il crée de nombreux bâtiments officiels, édifices civils et religieux et espaces publics.

## Biographie
Né à Mons, dans l'actuelle province de Hainaut mais dans ce qui est alors encore le premier Empire français de Napoléon Bonaparte, Albert Jamot est formé à l’école royale des Beaux-Arts de Paris, puis opte pour une carrière dans la jeune armée belge, plus précisément dans le génie, au service des bâtiments militaires. 
Après l'indépendance de la Belgique et la guerre belgo-néerlandaise, il arrive à Arlon à la fin des années 1830 et obtient un congé définitif auprès du « département de la Guerre » en juin 1840, pour pouvoir accéder au poste d’architecte provincial de première classe pour la jeune province de Luxembourg et d'architecte de la ville d’Arlon, récemment officialisée chef-lieu de la province, après la scission du Luxembourg de 1839.
Il est élu membre de la Commission royale des monuments de Belgique et figure également parmi les fondateurs de la société archéologique du Luxembourg dès 1847, qui deviendra plus tard l'institut archéologique du Luxembourg belge.
Il réorganise le corps des pompiers d'Arlon qu’il commande jusqu’à sa mort.
Il est fait Chevalier de l’Ordre de Léopold.

## Œuvres
- Arlon :

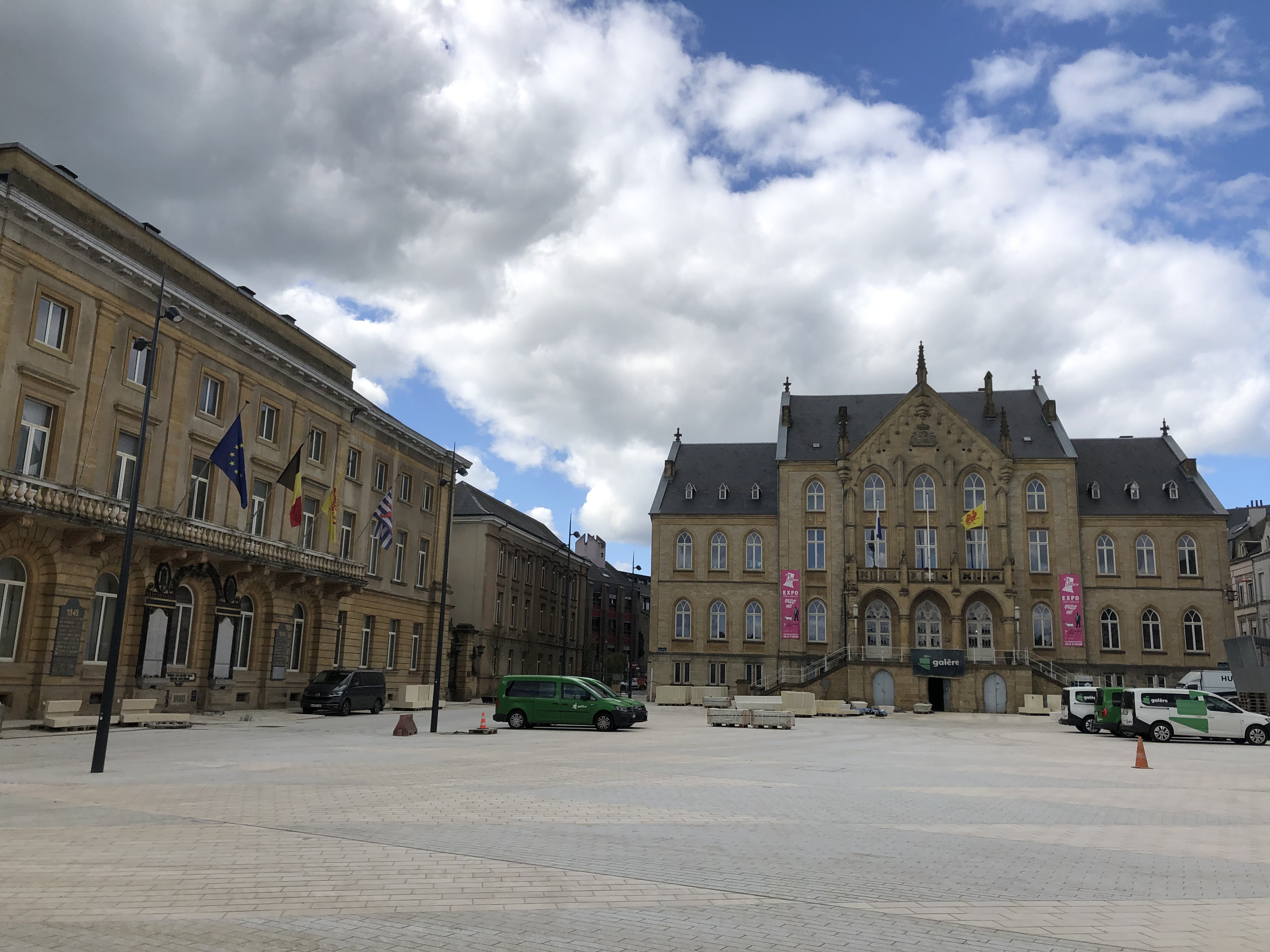
La place Léopold, le palais provincial d'Arlon (à gauche) et l'ancien palais de justice (à droite), sont toutes des œuvres d'Albert Jamot.

  - l’ancien Athénée royal d'Arlon devenu l'hôtel de ville actuel
  - le cimetière
  - le palais provincial d'Arlon
  - l'ancien palais de Justice d'Arlon
  - la place Léopold d'Arlon
  - la synagogue d'Arlon

- Messancy :
  - l'église de Turpange[3].